# Brădești (Harghita)
Brădești (en hongrois: Fenyéd) est une commune roumaine du județ de Harghita, dans le Pays sicule en Transylvanie. Elle est composée des deux villages suivants:
- Brădești, siège de la commune
- Târnovița (Küküllőkeményfalva)

## Localisation
La commune de Brădești est située au sud du județ de Harghita, à l'est de la Transylvanie, dans le Pays sicule (région ethnoculturelle et linguistique), à 5 km de Odorheiu Secuiesc (Székelyudvarhely) et à 50 km de Miercurea-Ciuc (Csíkszereda).

## Politique
| Période | Période  | Identité     | Étiquette | Qualité |
| ------- | -------- | ------------ | --------- | ------- |
| 2008    | En cours | Bodond Bokor | UDMR      |         |